# 蘭道夫縣 (伊利諾伊州)
蘭道夫縣（英語：Randolph County）是美國伊利諾伊州西南部的一個縣，西隔密西西比河與密蘇里州相望。面積1,547平方公里。根據美國2000年人口普查，共有人口33,893人。縣治切斯特（Chester）。
成立於1795年10月5日。縣名紀念曾任維吉尼亞州州長、國務卿和第一任司法部長的埃德蒙·倫道夫（Edmund Jennings Randolph）。
由于它在伊利诺伊州历史上的角色它的格言是“伊利诺伊开始的地方”。

## 地理
根据美国人口调查局的数据蘭道夫縣的总面积为1,547平方公里，其中1,498平方公里为陆地面积，49平方公里（3.15%）为水域面积。
卡斯卡斯卡亚河在蘭道夫縣流入密西西比河。虽然一般认为密西西比河在这里是伊利诺伊州和密苏里州的边界，但是在蘭道夫縣境内密西西比河却完全属于伊利诺伊州境内。19世纪末密西西比河改流，使得过去的县府卡斯卡斯卡亚留在了河的西岸。而州的边界却没有改，依然沿着老河道的走向。使得伊利诺伊州在密西西比河西岸有一块飞地。

### 周边县
- 圣克莱尔县（北）
- 华盛顿县（东北）
- 佩里县（东）
- 杰克逊县（东南）
- 佩里县（南）
- 圣吉纳维芙县（西南）
- 门罗县（西北）

## 历史
1795年蘭道夫縣从圣克莱尔县中分离出来，它是以弗吉尼亚州州长埃德蒙·倫道夫命名的。在美國獨立戰爭末从弗吉尼亚来的英国军队占领了西北領地。短期里伊利诺伊州成为弗吉尼亚的伊利诺伊县。弗吉尼亚将西北領地交给美国时倫道夫是弗吉尼亚的州长。蘭道夫縣的领地最后一次更改是在1827年，当时密苏里州的佩里县的部分地方被分给了蘭道夫縣。
密西西比河在蘭道夫縣的历史中有非常重要的地位。1881年密西西比河改道，冲垮了将卡斯卡斯卡亚与伊利诺伊州相连的地峡，摧毁了卡斯卡斯卡亚原址。

## 人口
根据2000年的人口普查兰道夫县共有33,893名居民，分12,084个户和8,362个家庭，其人口密度为每平方公里23人。居民中88.71%是白人、9.29%是美国黑人、0.16%是美洲土著人、0.24%是亚裔人、0.04%是太平洋岛屿土著人、0.81%是其它人种、0.76%是混血儿。西班牙裔和拉丁美洲裔的人占1.54%。
县内的12,084个户内有31.3%有18岁以下的未成年人、56.0%是结婚夫妇、9.2%是带孩子的单身妇女、30.8%不是家庭、26.9%是单身汉、13.8%有65岁以上的老年人。平均每户有2.46人，平均家庭的大小为2.99人。
县内人口结构为22.1%在18岁以下、9.6%在18至24岁之间、30.4%在25至44岁之间、22.3%在45至64岁之间、15.6%在65岁以上。平均年龄为38岁。女子对男子的性别比为100：116.4。18岁以上的成年人的性别比为100：119.9。
县内每户的平均年收入为37,013美元，每个家庭的平均年收入为44,766美元。男子的平均年收入为30,837美元、女子的平均年收入为21,501美元。人均年收入为17,696美元。约7.1的家庭和10.0%的人口生活在贫困线以下，其中包括14.1%的未成年人和8.5%的老年人。

## 媒体
兰道夫县内有两座广播电台和数份周报。